# Paracanthostracion lindsayi
Paracanthostracion lindsayi là loài cá biển duy nhất thuộc chi Paracanthostracion trong họ Cá nóc hòm. Loài này được mô tả lần đầu tiên vào năm 1932.

## Từ nguyên
Từ định danh được ghép bởi tiền tố pará (παρά; "gần, bên cạnh") trong tiếng Hy Lạp cổ đại và Acanthostracion, một chi cá nóc hòm khác nhưng được phân biệt bởi hình dạng của mai và vị trí của gai trên đó. Từ định danh lindsayi được đặt theo tên của Charles John Lindsay (1902 – 1966), nhà phân loại học, Người phụ trách Công nghệ và là đồng nghiệp của tác giả William John Phillipps tại Bảo tàng Dominion (Wellington, New Zealand). Lindsay là người đã chụp ảnh mẫu vật.

## Tình trạng phân loại
P. lindsayi mới chỉ được ghi nhận tại vùng Otago nằm ở nửa phía nam của Đảo Nam (New Zealand). Không có thêm bất kỳ dữ liệu nào về loài này.